# Malé Leváre
Malé Leváre (allemand : Kleinschützen) est un village de Slovaquie situé dans la région de Bratislava.

## Histoire
Première mention écrite du village en 1378.

## Démographie

### Évolution de la population
| Année:               | 1994. | 2004.    | 2014.   | 2024.    |
| -------------------- | ----- | -------- | ------- | -------- |
| Nombre de personnes: | 986   | 1097     | 1178    | 1819     |
| Différence:          |       | +11,25 % | +7,38 % | +54,41 % |

| Année:               | 2023. | 2024.   |
| -------------------- | ----- | ------- |
| Nombre de personnes: | 1772  | 1819    |
| Différence:          |       | +2,65 % |

## Politique
| Nom            | Parti politique      | date de l'élection | Fin du mandat |
| -------------- | -------------------- | ------------------ | ------------- |
| Milan Pernecký | Candidat indépendant | 02.12.2006         | décembre 2010 |